# Гомонормативність
Гомонормативність (англ. homonormativity) — система переконань, на меті якої нормалізувати гомосексуальні стосунки на рівні гетеронормативних ідеалів. Фактично гомонормативність виступає як розширення до гетеронормативної системи, у якій гомосексуальна орієнтація та відповідні стосунки долучаються до норми в межах її установок та інститутів, наприклад, таких, як моногамність та шлюб.
Політика гомонормативності не заперечує домінантні гетеронормативні інститути, а навпаки — підтримує їх та доповнює.

## Історія
Це поняття виникло на початку 21-го століття як противага до гетеронормативності та примусової гетеросексуальності. Його популяризувала американська професорка Нью-Йоркського університету Ліза Дагган, вживавши у працях, що були присвячені рівності в сучасному демократичному світі, та працях, що були присвячені дискурсу ЛГБТ.